# Zatemne
Zatemne (ukrán írással: Затемне, lengyelül: Zaciemne) falu Ukrajna Lvivi területén, a Peremisljani járásban. Saját önkormányzata nincs, a falu Koroszne községi tanácsához tartozik. Lakossága a 2001-es népszámlálás idején 115 fő volt, mindegyik ukrán nemzetiségű.
1939-ig a Tarnopoli vajdaság Przemyślany-i járásához tartozott és Łahodów (Lahogyiv) falu része (majorsága) volt. 1939. január 1-jei összeírás szerint 320 lakosa volt, ebből 160 fő görögkatolikus, 160 fő katolikus vallású volt.
A falut érintette az 1909-ben megnyitott Lviv–Padhajci-vasútvonal. A visszavonuló német csapatok 1944-ben a vasútvonal több elemét megsemmisítették, melyet a háború után már nem javítottak meg, a vonal megszűnt.